# 24. december
24. december je 358. dan leta (359. v prestopnih letih) v gregorijanskem koledarju. Ostaja še 7 dni.

## Dogodki
- 640 – Janez IV. postane papež
- 1715 – Švedska zasede Norveško
- 1777 – James Cook odkrije Božični otok, imenovan tudi Kiritimati
- 1814 – anglo-ameriška vojna se konča z Gentskim mirom
- 1818 – v avstrijskem Oberndorfu prvič zapojejo Sveto noč
- 1851 – pogori Kongresna knjižnica v Washingtonu
- 1865 – več veteranov ameriške državljanske vojne ustanovi Ku Klux Klan
- 1871 – prva izvedba opere Aida
- 1906 – Reginald Fessenden iz Massachusettsa oddaja prvi radijski program; violinski solo in odlomke iz Svetega pisma
- 1941:
  - Svobodne francoske sile se izkrcajo v Sant-Pierre-et-Miquelonu
  - Japonska zasede otok Wake
- 1943 – Roosevelt dodeli poveljstvo zavezniških sil Dwightu Eisenhowerju
- 1951 – Libija postane neodvisna država, Idris I. postane kralj
- 1954 – Laos postane neodvisna država
- 1963 – prvo potniško letalo pristane na letališču Brnik
- 1979 – v Francoski Gvajani izstrelijo prvo nosilno raketo Ariane

## Rojstva
- 466 – Klodvik I., kralj Frankov († 511)
- 1166 – Ivan Brez Zemlje, angleški kralj († 1216)
- 1491 – Ignacij Lojolski, španski duhovnik, ustanovitelj jezuitov, svetnik († 1556)
- 1631 – Gabrielle Suchon, francoska katoliška filozofinja in feministka († 1703)
- 1740 – Anders Johan Lexell, švedsko-ruski astronom, matematik († 1784)
- 1761 – Selim III., sultan Osmanskega cesarstva († 1808)
- 1798 – Adam Mickiewicz, poljski pesnik († 1855)
- 1818 – James Prescott Joule, angleški fizik († 1889)
- 1822 – Charles Hermite, francoski matematik († 1901)
- 1829 – Benjamin Ipavec, slovenski zdravnik, skladatelj († 1909)
- 1837 – Elizabeta Bavarska - Sissi, avstrijska cesarica († 1898)
- 1867 – Tevfik Fikret, turški pesnik († 1915)
- 1868 – Emanuel Lasker, nemški šahist, matematik, filozof († 1941)
- 1885 – Vitomir Feodor Jelenc, slovenski časnikar in pisatelj († 1922)
- 1885 - Lili Novy, slovenska pesnica († 1958)
- 1888 – Michael Curtiz, ameriški filmski režiser madžarskega rodu († 1962)
- 1893 – Ivan Lapajne, slovenski pedagog († 1975)
- 1894 – Georges Marie Ludovic Jules Guynemer, francoski pilot († 1917)
- 1914 – Jožef Žabkar, slovenski teolog in vatikanski diplomat († 1984)
- 1922 – Ava Gardner, ameriška filmska igralka († 1990)
- 1934 – Stjepan Mesić, hrvaški predsednik
- 1943 – Tarja Halonen, finska predsednica
- 1971 – Ricky Martin, portoriški pop pevec
- 1991 – Louis Tomlinson, član skupine One direction

## Smrti
- 738 – Maslama ibn Abd al-Malik, umajadski princ in general (* 685)
- 1193 – Roger III., sicilski sokralj (* 1175)
- 1256 – Peter Nolasko, špansko-francoski vitez, svetnik, ustanovitelj Marijinega reda za odkup jetnikov (* 1180)
- 1257 – Ivan I., grof Hainauta (* 1218)
- 1263 – Hodžo Tokijori, japonski regent (* 1227)
- 1281 – Henrik V., luksemburški grof (* 1216)
- 1317 – Jean de Joinville, francoski kronist (* 1225)
- 1453 – Pedro de Valdivia, španski konkvistador, guverner Čila (* 1497)
- 1456 – Đurađ Branković, srbski despot  (* 1377)
- 1524 – Vasco da Gama, portugalski raziskovalec (* ok. 1460)
- 1557 – Pătrașcu Dobri, vlaški knez (* ni znano)
- 1850 – Claude Frédéric Bastiat, francoski ekonomist (* 1801)
- 1863 – William Makepeace Thackeray, angleški pisatelj (* 1811)
- 1873 – Johns Hopkins, ameriški človekoljub (* 1795)
- 1941 – Janez (Ivan) Kranjc, slovenski duhovnik in mučenec (* 1914)
- 1942 – François Darlan, francoski admiral (* 1881)
- 1972 – Gisela Marie Augusta Richter, angleška umetnostna zgodovinarka (* 1882)
- 1975 – Bernard Herrmann, ameriški skladatelj (* 1911)
- 1980 – Karl Dönitz, nemški admiral, predsednik vlade (* 1891)
- 1982 – Louis Aragon, francoski pisatelj (* 1897)
- 1989 – Jurij Levičnik, slovenski gospodarstvenik (* 1925)
- 1995 – Lojze Krakar, slovenski pesnik (* 1926)
- 1995 – Stane Belak-Šrauf, slovenski alpinist (* 1940)
- 2020 – Mojmir Sepe, slovenski skladatelj zabavne glasbe in dirigent (* 1930)

## Prazniki in obredi
- božični predvečer